# Commissario europeo per l'uguaglianza
Il commissario europeo per l'uguaglianza è un membro della Commissione europea. L'incarico è attualmente ricoperto dalla belga Hadja Lahbib.
L'incarico è stato ufficialmente istituito nel 2019 nella Commissione von der Leyen I come portafoglio indipendente, con la prima commissaria nella persona della maltese Helena Dalli. Inoltre, le competenze di uguaglianza erano inserite nel portafoglio del Commissario europeo per la giustizia, i diritti fondamentali e la cittadinanza fin dal 2010.
Nella Commissione von der Leyen II, il portafoglio dell'uguaglianza è stato nuovamente integrato in un altro portafoglio, ovvero quello di Commissario europeo per la preparazione e la gestione delle crisi.

## Competenze
Il Commissario europeo per l'uguaglianza assume competenze in merito al rafforzamento dell'inclusione e l'uguaglianza in termini di etnia, diritti civili e religiosi e disabilità. Inoltre, il commissario è responsabile delle politiche antidiscriminazione e dell'attuazione della Convenzione ONU sui diritti delle persone con disabilità e della legislazione in merito alla parità salariale femminile nel lavoro e al contrasto della violenza contro le donne nell'Unione.

## Cronologia
|   | Nome         | Nazionalità | Durata         | Commissione                  | Incarico                                    |
| - | ------------ | ----------- | -------------- | ---------------------------- | ------------------------------------------- |
| 1 | Helena Dalli | Malta       | 2019-2024      | Commissione von der Leyen I  | Uguaglianza                                 |
| 2 | Hadja Lahbib | Belgio      | 2024-in carica | Commissione von der Leyen II | Parità, Preparazione e Gestione delle crisi |